# 1981 год в науке

## События

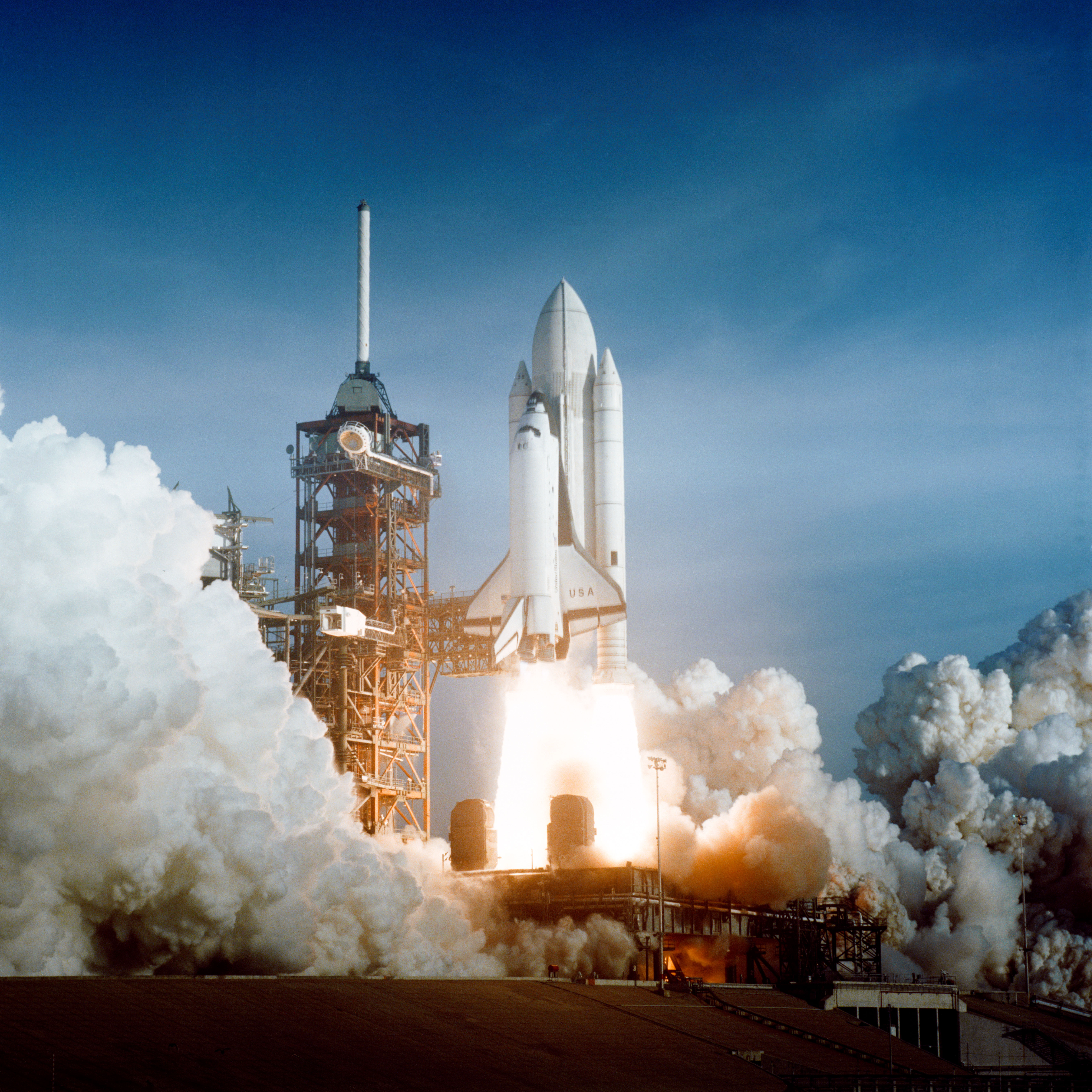
Запуск «Колумбия» STS-1

- 22 марта — запуск советского космического корабля «Союз-39», на борту которого совершил первый полёт монгольский космонавт Жугдэрдэмидийн Гуррагча.
- 12 апреля — начало космической программы Спейс Шаттл — первый полёт шаттла Columbia (экипаж — Джон Янг, Роберт Криппен; вернулся на Землю 14 апреля).
- 14 мая — полёт советского космического корабля «Союз-40», на борту которого совершил первый румынский космонавт Думитру Прунариу.
- 5 июня — в Лос-Анджелесе (США) зарегистрированы первые 5 случаев «редкой формы пневмонии» (позднее получившей название СПИД).
- 31 июля — солнечное затмение на территории СССР.

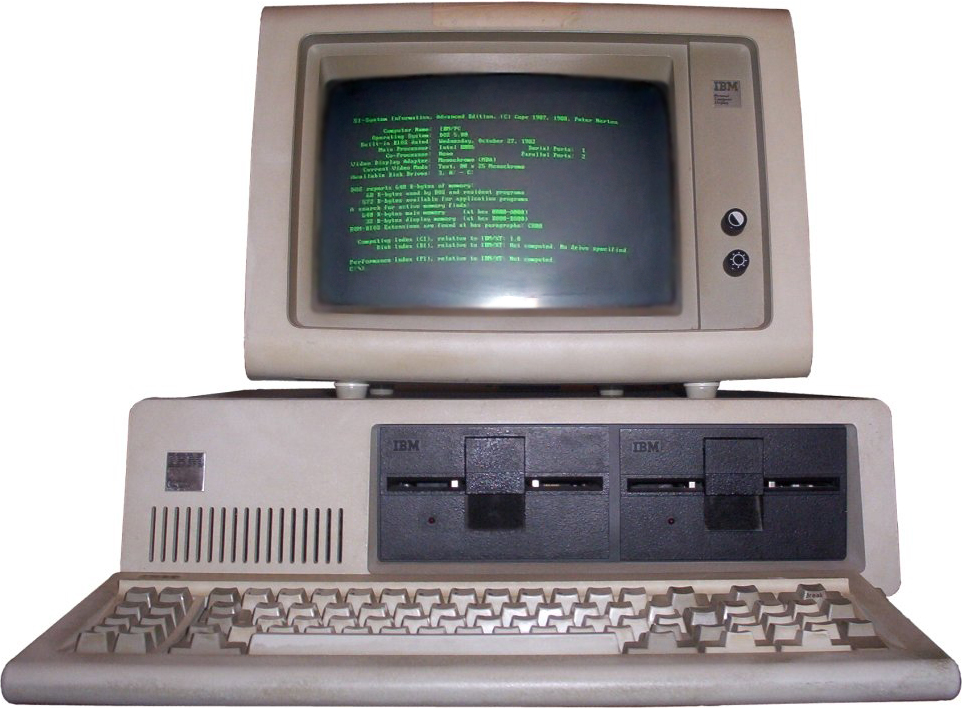
IBM PC

- 12 августа — в США поступил в продажу персональный компьютер IBM PC Model 5150 с процессором Intel 8088 4,77 МГц по цене 1565 долларов.
- 26 сентября — совершил полёт первый Боинг-767.
- 30 октября — с космодрома Байконур стартовала ракета-носитель «Протон-К», которая вывела на траекторию полёта к Венере АМС Венера-13.
- 4 ноября — с космодрома Байконур стартовала ракета-носитель «Протон-К», которая вывела на траекторию полёта к Венере АМС Венера-14.
- 12 ноября — второй полёт шаттла Колумбия.
- 18 декабря — совершил первый полёт советский сверхзвуковой стратегический бомбардировщик-ракетоносец Ту-160.
- Образован в Иране Научно-исследовательский институт гуманитарных наук и исследований в области культуры  путём слияния 12 научных учреждений.

### Открытия
- 1 января — на острове Борнео открыт грот Саравак в пещере Лубанг Насиб Багус — на сегодняшний день, самый большой по площади грот, обнаруженный в естественных пещерах.

### Изобретения
- Сканирующий туннельный микроскоп: Герд Бинниг, Генрих Рорер.
- Портативный фотоаппарат с записью на ПЗС-матрицу: фирма Sony, модель Sony Mavica.

### Новые виды животных
- Животные, описанные в 1981 году

## Награды
- Нобелевская премия:
  - Физика — Николас Бломберген и Артур Леонард Шавлов — «За вклад в развитие лазерной спектроскопии», Кай Сигбан — «За вклад в развитие электронной спектроскопии высокого разрешения».
  - Химия — Кэнъити Фукуи, Роалд Хоффман — «За разработку теории протекания химических реакций».
  - Физиология и медицина — Торстен Нильс Визел, Дэвид Хантер Хьюбел и Роджер Уолкотт Сперри — «За открытия, касающиеся функциональной специализации полушарий головного мозга».

- Премия Бальцана:
  - Геология и геофизика: Дэн Маккензи, Драммонд Мэтьюз и Фредерик Вайн (Великобритания).
  - Философия: Йозеф Пипер (Германия).
  - Международное право: Поль Рётер (Люксембург).

- Премия Тьюринга
  - Эдгар Кодд — «За его фундаментальный и продолжительный вклад в теорию и практику систем управления базами данных, в особенности реляционного типа».

- Большая золотая медаль имени М. В. Ломоносова
  - Владимир Александрович Котельников — за выдающиеся достижения в области радиофизики, радиотехники и электроники.
  - Павле Савич (академик Сербской академии наук и искусств, Социалистическая Федеративная Республика Югославия) — за выдающиеся достижения в области физики и химии.

- Медаль Левенгука
  - Roger Stanier[англ.] (Канада)

## Скончались
- 24 февраля — Фриц Кнолль, австрийский ботаник.
- 28 марта — Николай Владимирович Тимофеев-Ресовский — русский биолог, генетик («Зубр»).
- 8 сентября — Хидэки Юкава — японский физик-теоретик.